# Zeuxis (stratège)
Pour les articles homonymes, voir Zeuxis.
Zeuxis (en grec ancien Zεῦξις / Zeuxis) est un général du roi séleucide Antiochos III. Il dirige les forces royales en Mésopotamie contre le rebelle Molon et sert comme stratège des satrapies d'Anatolie à partir de 213 av. J.-C. Il est commandant à la bataille de Magnésie du Sipyle. Après cette défaite, il participe aux négociations avec Rome qui aboutissent à la paix d'Apamée en 188.

## Biographie

### Du stratège au gouverneur
Zeuxis s'engage en 221 av. J.-C., d'abord sous le commandement du stratège Xénoitas, dans la guerre contre Molon, le satrape de Médie qui s'est rebellé au début du règne d'Antiochos III. Au début de la campagne, il parvient à empêcher Molon de traverser le Tigre. Puis il est chargé de garder le camp pendant que Xénoitas livre bataille contre Molon ; mais celui-ci est victorieux et oblige Zeuxis à se retirer sans qu'il puisse l'empêcher de traverser le Tigre. C'est alors qu'Antiochos III décide de marcher lui-même contre Molon. Zeuxis lui conseille de traverser le Tigre, malgré l'avis contraire du vizir Hermias et la crainte qu'il inspire. Zeuxis reçoit le commandement de l'aile de gauche dans la bataille victorieuse qui s'ensuit. Il prend une part importante dans le siège de Séleucie du Tigre.
S'il s'agit bien du même personnage, Zeuxis est mentionné ensuite comme satrape de Lydie. Puis en 213, il reçoit la gouvernance des satrapies d'Anatolie en lieu et place d'Achaïos II. Cette fonction est attestée par les inscriptions trouvées à Sardes. Il bénéficie d'une large autonomie dans la gestion des affaires, tout en étant chargé de faire appliquer les directives royales Antiochos III lui demande notamment de s'occuper de l'installation de 3 000 mercenaires juifs dans des colonies de Phrygie et de Lydie après que ces deux provinces aient connues des insurrections. Il est aussi chargé de construire un aqueduc à Héraclée du Latmos. 
Au cours de l'hiver 201-200, Philippe V de Macédoine, alors en campagne contre Rhodes et Pergame en Carie, demande à Zeuxis de lui fournir du blé en vertu d'un pacte entre Séleucides et Antigonides. Mais le stratège ne fait rien pour aider l'armée affamée de Philippe V, la laissant hiverner sans ressources à Bargylia.

### Zeuxis durant la guerre contre Rome
Zeuxis joue un grand rôle durant la guerre antiochique contre les Romains. À la bataille de Magnésie du Sipyle en 190 av. J.-C., il commande la phalange au centre du dispositif. À la suite de cette défaite, il est envoyé à Sardes en ambassade auprès de Scipion l'Africain et de Scipion l'Asiatique. 
Cependant la position des Séleucides en Anatolie est tellement compromise par la campagne de Cnaeus Manlius Vulso contre les Galates que lui et son collègue ambassadeur, Antipater, un cousin du roi, n'ont pas d'autres choix que d'accepter la perte de l'Anatolie jusqu'au Taurus et de payer une lourde indemnité. Zeuxis se rend ensuite à Rome afin de négocier définitivement la paix. Le traité de paix finit par être ratifié en 188 à Apamée.
La suite de sa carrière n'est pas connue.

## Sources antiques
- Polybe, Histoires [détail des éditions] [lire en ligne], V, XXI, XXII.